# Fred Baptiste
Pour l’article homonyme, voir Baptiste.
Fred Baptiste, né en 1933 à Jacmel, Haïti, et mort le 16 juin 1974 à Port-au-Prince, fut un militant politique et le leader avec son frère Reneld et Gérard Lafontant des Forces armées révolutionnaires d’Haïti (FARH), un mouvement de guérilla lancé en 1964 dans le sud-est d’Haïti avec le soutien de nombreux paysans, et dont les combattants sont aussi connus aussi sous le nom de Camoquins.
Opposant au régime de François Duvalier, surnommé « Papa Doc », il consacre sa vie à tenter de mettre fin à la dictature.
En avril 1970, il est arrêté et emprisonné, avec son frère Reneld Baptiste, à Port-au-Prince, à la prison de Fort Dimanche. Il y meurt dans la cellule n°1, le 16 juin 1974, à l’âge de 41 ans, de « la tuberculose et de maladie mentale ».